# هند و چین (فیلم)
هند و چین (به فرانسوی: Indochine) فیلمی است فرانسوی به کارگردانی رژیس وارنیه، که در سال ۱۹۹۲ درباره هندوچین فرانسوی ساخته شد. کاترین دنو توانست برای بازی در این فیلم در رشتهٔ بهترین بازیگر نقش اول زن نامزد دریافتِ جایزه اسکار شود.